# Gao Hong
Gao Hong (en chinois : 高紅) est une footballeuse internationale chinoise née le 27 novembre 1967 à Taixing.
Elle est un élément important l'équipe de Chine durant sa carrière.
Elle est nommée 12e meilleure footballeuse du XXe siècle dans la liste publiée par l'IFFHS : elle est la première gardienne de but dans le classement.

## Biographie

### En club
Gao Hong garde les cages du Guangdong FC durant sa carrière.
Gao évolue aux États-Unis au Power de New York (en) en 2001-2002. Gao Hong arrête 87 tirs avec une moyenne de 1,11 but encaissé par match

### En sélection
Lors de la Coupe du monde 1995, Gao joue quatre des six matchs de l'équipe de Chine qui termine quatrième.
En 1996, la Chine remporte la médaille d'argent. Gao est titularisée durant les cinq matches dont la finale perdue contre les États-Unis.
Lors de la Coupe du monde 1999, elle prend part à toutes les rencontres dont la finale à nouveau perdue contre les États-Unis.
Elle participe également aux Jeux olympiques 2000 : elle joue 3 matchs.